# Autonomia financeira
A independência financeira é o estatuto de ter renda ou riqueza suficiente para pagar as despesas de subsistência sem ter que ser empregado ou dependente de outros.
Existem muitas estratégias para alcançar a independência financeira, cada uma com suas próprias vantagens e desvantagens. Alguém que deseja alcançar a independência financeira pode achar útil ter um plano financeiro e um orçamento, para que tenha uma visão clara de suas receitas e despesas atuais e possa identificar e escolher estratégias adequadas para avançar em direção a seus objetivos financeiros. Um plano financeiro aborda todos os aspectos das finanças de uma pessoa.